# سیارک ۱۲۸۳۵
سیارک ۱۲۸۳۵ (به انگلیسی: 12835 Stropek، نامگذاری:1997CN13) دوازده هزار و هشتصد و سی و پنجمین سیارک کشف شده‌است که در ۷ فوریه ۱۹۹۷ کشف شد.
قدر مطلق سیارک برابر ۱۴٫۲۰ است.